# ちょいときまぐれ渡り鳥
「ちょいときまぐれ渡り鳥」（ちょいときまぐれわたりどり）は、2014年9月17日に発売された氷川きよしの27枚目のシングル。

## 解説
- 氷川のデビュー15周年記念シングル第2弾[1][2][3]。カップリング曲が異なるA・B・Cタイプがリリースされた。

## 収録曲

### Aタイプ
出典→
1. ちょいときまぐれ渡り鳥 [04:34]
作詞：仁井谷俊也、作曲：宮下健治、編曲：丸山雅仁
2. 明日への道 [04:05]
作詞：いではく、作曲：蔦将包、編曲：伊戸のりお
3. ちょいときまぐれ渡り鳥〜セリフ入り〜 [04:34]
作詞：仁井谷俊也、作曲：宮下健治、編曲：丸山雅仁
4. ちょいときまぐれ渡り鳥（オリジナル・カラオケ） [04:34]
5. 明日への道（オリジナル・カラオケ） [04:05]
6. ちょいときまぐれ渡り鳥（半音下げオリジナル・カラオケ） [04:34]
7. ちょいときまぐれ渡り鳥（半音下げオリジナル・カラオケ ガイドメロ入り） [04:34]
8. 明日への道（半音下げオリジナル・カラオケ） [04:05]
9. ちょいときまぐれ渡り鳥（2コーラスオリジナル・カラオケ） [03:12]
10. ちょいときまぐれ渡り鳥（半音下げ2コーラスオリジナル・カラオケ） [03:10]

### Bタイプ
出典→
1. ちょいときまぐれ渡り鳥 [04:34]
作詞：仁井谷俊也、作曲：宮下健治、編曲：丸山雅仁
2. 男の航路 [04:29]
作詞：たきのえいじ、作曲・編曲：蔦将包
3. ちょいときまぐれ渡り鳥〜セリフ入り〜 [04:34]
作詞：仁井谷俊也、作曲：宮下健治、編曲：丸山雅仁
4. ちょいときまぐれ渡り鳥（オリジナル・カラオケ） [04:34]
5. 男の航路（オリジナル・カラオケ） [04:29]
6. ちょいときまぐれ渡り鳥（半音下げオリジナル・カラオケ） [04:34]
7. ちょいときまぐれ渡り鳥（半音下げオリジナル・カラオケ ガイドメロ入り） [04:34]
8. 男の航路（半音下げオリジナル・カラオケ） [04:29]
9. ちょいときまぐれ渡り鳥（2コーラスオリジナル・カラオケ） [03:12]
10. ちょいときまぐれ渡り鳥（半音下げ2コーラスオリジナル・カラオケ） [03:10]

### Cタイプ
出典→
1. ちょいときまぐれ渡り鳥 [04:34]
作詞：仁井谷俊也、作曲：宮下健治、編曲：丸山雅仁
2. 伝言〜メッセージ〜 [03:42]
作詞：いではく、作曲：若草恵、編曲：前田俊明
3. ちょいときまぐれ渡り鳥〜セリフ入り〜 [04:34]
作詞：仁井谷俊也、作曲：宮下健治、編曲：丸山雅仁
4. ちょいときまぐれ渡り鳥（オリジナル・カラオケ） [04:34]
5. 伝言〜メッセージ〜（オリジナル・カラオケ） [03:43]
6. ちょいときまぐれ渡り鳥（半音下げオリジナル・カラオケ） [04:34]
7. ちょいときまぐれ渡り鳥（半音下げオリジナル・カラオケ ガイドメロ入り） [04:34]
8. 伝言〜メッセージ〜（半音下げオリジナル・カラオケ） [03:42]
9. ちょいときまぐれ渡り鳥（2コーラスオリジナル・カラオケ） [03:12]
10. ちょいときまぐれ渡り鳥（半音下げ2コーラスオリジナル・カラオケ） [03:10]